# Анрі Санфурше
Анрі Санфурше (фр. Henry Sanfourche, 24 березня 1775, Сарла-ла-Канеда — 10 квітня 1841, Сарла-ла-Канеда) — французький військовий, полковник Французької імперії.

## Біографія
Народився 24 березня 1775 року в місті Сарла-ла-Канеда в сім'ї Франсуа Санфурше і його дружини Катрін Пейрат. 8 лютого 1791 року у віці 15 років вступив на військову службу солдатом 26-го полку лінійної піхоти, колишнього піхотного полку Брессе, в 1792—1794 роках служив на Корсиці, в 1794 році визначено в Італійську армію і брав участь в бойових діях на території Сардинії і П'ємонту.
З 19 нівозу IV-го року (9 січня 1796 року) — сержант, 15 нівозу VI-го року (4 січня 1798 року) — старший сержант, брав участь у битвах при Ріволі, Пастренго, Маньяно, Нові і Монтебелло, в 1800 році переведений в Армію Голландії. З 17 нівозу X-го року (7 січня 1802 року) — суб-лейтенант 54-й напівбригади лінійної піхоти в Армії Ганновера. З 15 плювіозу XIII-го року (4 лютого 1805 роки) — лейтенант, в рядах Великої Армії брав участь в кампаніях 1805, 1806 і 1807 років, під командою полковника Армана Філіппона (1761—1836) бився при Дюрнштейні, Аустерліці, Кревіце і Любеку. 
1 березня 1807 року підвищений до звання капітана з призначенням в штаб I-го корпусу маршала Жана-Баптіста Бернадотта (1763—1844), бився при Остроленці і Фрідланді, відзначився в битві при Пассарге, де на чолі п'яти кавалеристів 5-го полку кінних єгерів полонив загін з 20 російських солдатів з офіцером, причому сам отримав кульове поранення в горло. 
У 1808 році потрапив в Армію Іспанії, бився при Еспіносі, Уклесі, Сомо-Сієррі і Талавері, з 22 травня 1810 року — ад'ютант бригадного генерала барона Гуго Шарло (1757—1821), 19 квітня 1812 року — шеф батальйону 32-го легкого полку. З 2 січня 1813 року — другий майор 146-го полку лінійної піхоти, в ході Саксонської кампанії боровся за Вюршен, Левенберг, Голдберг і Гіршберг, 27 жовтня 1813 року — перший майор 132-го полку лінійної піхоти, бився при Сен-Дізьє, Ла-Ротьєрі, Росне, Шампобере, Вошане, Мо, Лаона, Беррі-о-Бак, Фер-Шампенуазі і при обороні Парижа. При першій Реставрації 21 серпня 1814 року призначений в 26-й лінійний полк з призначенням членом Адміністративної ради.
17 березня 1815 року, після 23 років активної служби і 22 військових кампаній, вийшов у відставку, отримавши звання полковника. Помер 10 квітня 1841 в Сарла-ла-Канеда у віці 66 років. Шевальє Почесного Легіону (22 грудня 1808 року), Офіцер Почесного Легіону (17 березня 1815 року) він відпочиває на цвинтарі Сарла, поблизу генерала Франсуа Фурньє-Сарловез. 